# لويس أليغريا
لويس أليغريا (بالإسبانية: Luis Alegría)‏ هو لاعب كرة قدم تشيلي، ولد في 21 نوفمبر 1980 في سانتياغو في تشيلي. لعب مع إيفرتون دي فينا ديل مار.

## وصلات خارجية
- لويس أليغريا على موقع قاعدة بيانات كرة القدم.إي يو (الإنجليزية)
- لويس أليغريا على موقع Soccerway.com (الإنجليزية)
- لويس أليغريا على موقع AS.com (الإسبانية)